# Kaggle
Kaggle és una empresa que s'encarrega d'organitzar concursos per a l'anàlisi de grans quantitats de dades i aconseguir amb això fer prediccions. En aquests concursos pot participar qualsevol i estan a l'abast de tothom per ser coneguts, el que li dona a la seua activitat el caràcter de proveïment participatiu. L'èxit de l'empresa s'explica al context de la falta de científics de dades. És la plataforma amb més èxit de concursos d'aplicació de ciència de dades.
Kaggle suposa una refutació de la Llei de Joy, la qual afirma que els més talentosos treballen per altres que no són tu.
Fou fundada en abril de 2010 per l'economista Anthony Goldbloom. El 2012 van competir unes vint-i-cinc mil persones. Els clients que demanaven els concursos han estat: Ford Motor Company, Deloitte i Microsoft, entre d'altres. Altres usos per als concursos han estat l'anàlisi de conjunts de dades científiques per al desenvolupament d'investigacions relacionades amb el virus de la immunodeficiència humana. El 2015 patí una crisi perquè grans corporacions es negaven a donar dades a "l'escrutini públic", motivant la reducció a dos terços de la quantitat de treballadors. El 2011 Max Levchin (creador de PayPal) fou un dels presidents de la companyia. Google comprà Kaggle el mes de març de 2017. La compra suposa que Kaggle forme part de Google Cloud. Des de finals d'agost de 2016 feren que els conjunts de dades foren oberts.
Yanir Seroussi explicà quins eren els passos que creia que és necessari o recomanable seguir per guanyar els concursos de Kaggle.
El funcionament dels concursos és el següent: primerament una empresa utilitza Kaggle definint uns objectius i un premi, sovint aportant un conjunt de dades; després els membres de la comunitat aporten les seues solucions i finalment l'empresa determina qui ha creat l'algoritme que més compleix els objectius.